# اکسپلویت
بهره‌جو، اکسپلویت، یا همان کدهای مخرب، برنامه‌ها و کدهایی هستند که توسط یک یا چند هکر یا محقق امنیتی برای اثبات یا استفاده از آسیب‌پذیری امنیتی خاصی در یک نرم‌افزار، سیستم‌عامل یا سخت‌افزار خاص نوشته می‌شوند.
این برنامه‌ها لزوماً برای خرابکاری نوشته و منتشر نمی‌شوند، اهداف تحقیقاتی و آموزشی را نیز دنبال می‌نمایند، هرچند استفاده از این کدها برای نفوذ به سیستم‌های کاربران امری متداول می‌باشد.
امروزه خرید و فروش این کدها به صورت یک تجارت درآمده است، کدهای مخرب با توجه به نوع و دسته‌بندی آسیب‌پذیری مورد استفاده در آن و همچنین نوع سیستم‌های هدف و روش‌های کدنویسی گاهی تا صدها هزار دلار نیز بفروش می‌رسند
.

## دسته‌بندی
این کدهای بهره جو به سه گونه گروه‌بندی می‌شوند:
- بر اساس گونه و نوع آسیب‌پذیری که از آن سود می‌برند.
- بر اساس محل اجرای کد که ممکن است بر روی دستگاه محلی (لوکال) یا بر روی دستگاه راه دور (ریموت) اجرا گردند.
- بر اساس نتیجه و هدف اجرای کد اکسپلویت (سرانجام اجرای کد سبب حمله انکار سرویس یا حمله کلاه‌برداری یا دیگر حمله‌ها می‌گردد)

## واژه‌شناسی
اکسپلویت (Exploit) به معنای سود بردن است.

## انواع اکسپلویت‌ها از نظر نوع دسترسی
- اکسپلویت‌های لوکال (حملاتی که در یک شبکه محلی رخ می‌دهد)
- اکسپلویت‌های ریموت (حملاتی که در سرتاسر جهان رخ می‌دهد)